# 石家庄隧道
石家庄隧道，又称石家庄铁路入地工程，是京石客运专线的工程之一。隧道位于中国河北省石家庄市二环路以内，原有京广线东侧，呈南北走向，全长4.98千米。北端为四线隧道，包括京广线双线和京广高铁双线；起点以南700米处石济客专双线并入，以南至终点为六线（局部七线）隧道，南端隧道出口连接新建石家庄客站。隧道主要采用明挖法施工，下穿石太直通线采用暗挖施工，下穿裕华路和中山路采用盖挖法施工。隧道于2009年4月开工，2012年12月随京广高铁北京至郑州段启用。2014年12月21日，京广既有线也改入地下运行。
在隧道上方，建设了解放大街（原称“新胜利大街”）。在裕华路和新华路间，路面以下隧道结构以上的部分还在建设地下空间利用工程。
石家庄隧道为石家庄铁路枢纽改造的一部分。隧道建成后，京廣鐵路的客车改經新建隧道穿过石家庄市区（货车在2010年石家庄货运系统迁建后已改由石家庄西环铁路运行），原有的石家庄站關閉停用，京广线石家庄地面段其後被拆除，结束铁路分割城市的局面。由于此次改造导致老厂区出入车专用线中断，始建于1905年的南车石家庄车辆有限公司南迁至栾城。
由于石太联络线入地工程进展缓慢，加之受当时中山路地道口影响，胜利大街一度在解放纪念馆附近设置“几”字弯绕开地道口，且与中山路之间只能通过中诺口腔医院停车场专用路往来，给医院进出造成较大压力。2022年9月28日，经多方政界努力，石太联络线入地工程终于正式开工，随着联络线入地途径隧道，地面铁轨不再走车，2023年7月开始对停用铁轨及接触网进行拆除，9月正式启动中山路地道桥填平及胜利大街截弯取直工程，最终9月10日晚上中山路和胜利大街实现平交路口连接。